# Alain Homberger

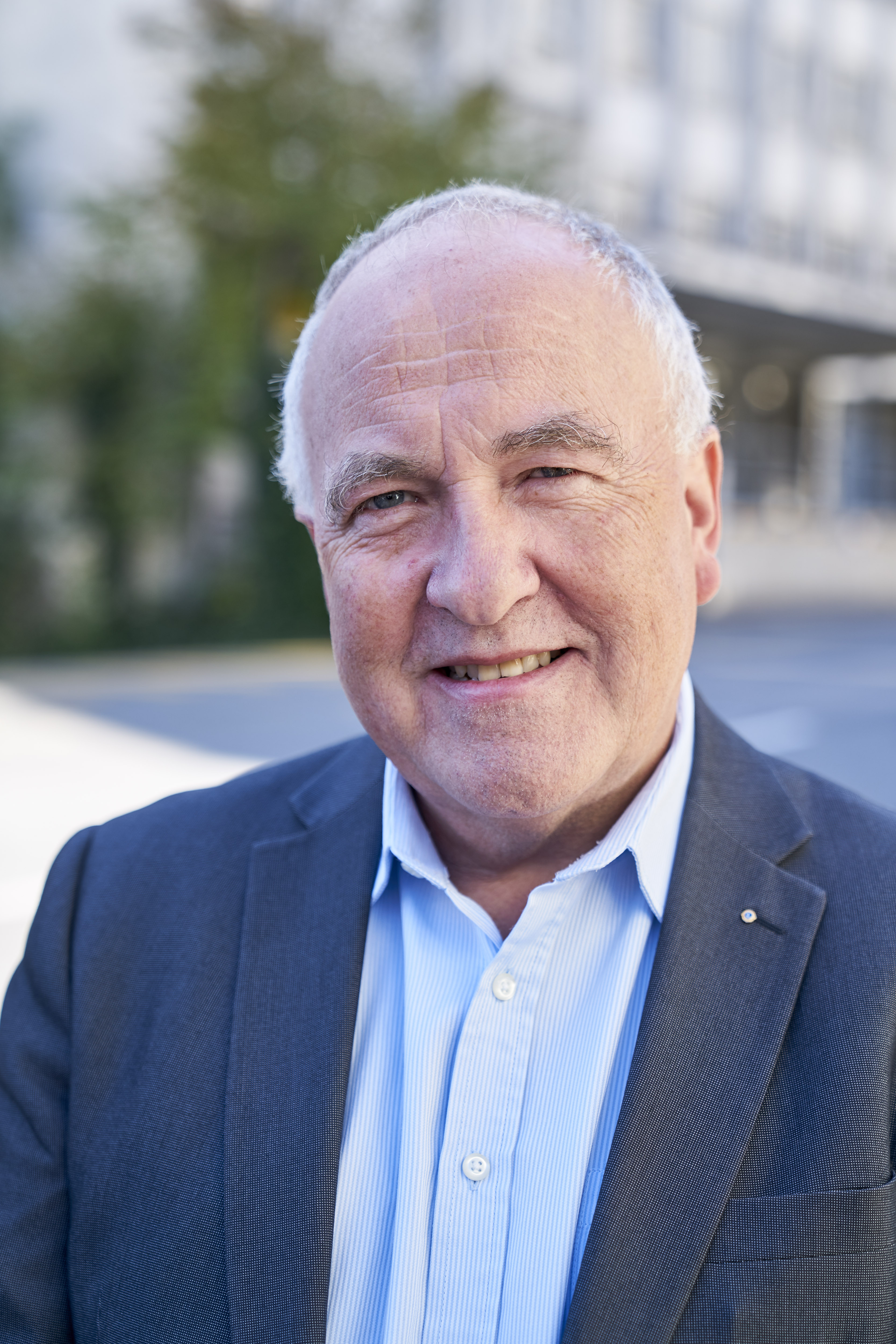
Alain Homberger

Alain Homberger (* 5. September 1956 in Zürich; heimatberechtigt in Zürich) ist ein Schweizer Unternehmer und Politiker (FDP).

## Leben
Alain Homberger ist dipl. Agrarökonom der ETH Zürich.  Nach seinem Studium arbeitete er bis 1992 als stv. Abteilungsleiter und Expertisenleiter bei der Stiftung für Forschung und Beratung am Betriebswissenschaftlichen Institut der ETH Zürich (BWI). Seit 1993 ist er selbstständiger Unternehmensberater. Er ist unter anderem Verwaltungsrat der Sefar Holding in Thal und Verwaltungsratspräsident und Geschäftsführer der Viscosistadt AG in Emmen.
Im Nebenerwerb führte er von 1988 bis 2008 den landwirtschaftlichen Familienbetrieb «Hof Alpbach» in Wattwil.
Alain Homberger ist verwitwet und hat zwei Kinder.

## Politik
Alain Homberger war von 1996 bis 2004 St. Galler Kantonsrat für die FDP. In dieser Zeit war er Mitglied der Finanzkommission und Leiter der FDP-Delegation der Verfassungskommission. Von 1993 bis 1999 war er Schulratspräsident in Wattwil. Seit 2014 ist er Gemeinderat (Säckelmeister) von Freienbach im Kanton Schwyz. Weiterhin ist er Arbeitgebervertreter im Verwaltungsrat der Pensionskasse Schwyz.